# Ariel Suárez
Ariel Suárez (San Fernando, 24 de febrero de 1980) es un remero argentino especializado en doble par perteneciente al Club de Remo Teutonia. Obtuvo dos medallas de oro en los Juegos Panamericanos de 2011 y representó a su país en los Juegos Olímpicos de Londres 2012 donde alcanzó el cuarto lugar y obtuvo diploma olímpico junto a su compañero Cristian Rosso. En 2010 obtuvo un Diploma al Mérito de los Premios Konex en la disciplina Canotaje y Remo, y nuevamente en 2020, esta vez en conjunto con Cristian Rosso.

## Carrera deportiva
Ariel Suárez se desempeñó como singlista hasta que en 2010, entrenador de la selección, le propuso formar dupla con Cristian Rosso para correr en doble par. Ese año salieron en el 13eɽ lugar en la Copa del Mundo de Lucerna 2010 y en el 10º lugar en el Mundial de Nueva Zelanda. En 2011, obtuvieron la medalla de plata en el Mundial de Hamburgo.
En 2007, obtuvo dos medallas de plata en los Juegos Panamericanos en las categorías de doble par y cuádruple.
Junto a Cristian Rosso, finalizó tercero en la Final B de doble par del Mundial de Bled, Eslovenia, clasificando así para los Juegos Olímpicos de Londres 2012 y obtuvo dos medallas de oro y una medalla de bronce en los Juegos Panamericanos de 2011 con sus compañeros Sebastián Fernández, Joaquín Iwan, Rodrigo Murillo, Agustín Silvestro, Sebastián Claus, Diego López, Joel Infante y Mariano Sosa.
En los Juegos Panamericanos de 2019, logró la medalla de oro con Brian Rosso, Cristian Rosso y Rodrigo Murillo en cuatro pares de remos cortos y la medalla de oro en 8 remos con timonel junto a Francisco Esteras, Agustín Scenna, Agustín Díaz, Iván Carino, Rodrigo Murillo, Axel Haack y Joel Romero, convirtiéndose así en uno de los máximos medallistas panamericanos de Argentina.